# Concert per a piano núm. 3 (Lindberg)
El Concert per a piano núm. 3 és una composició per a piano sol i orquestra del compositor finlandès Magnus Lindberg. L'obra va ser encarregada conjuntament pel Centre Nacional de les Arts Escèniques de la Xina, la Simfònica de San Francisco, l'Orquestra Simfònica de Toronto, la Philharmonie de Paris - Orchestre de París, l'NDR Elbphilharmonie Orchester i la Filharmònica de Nova York.
Lindberg va escriure la peça per a la pianista Yuja Wang després de sentir-la tocar els concerts per a piano núm. 1 i 2 de Dmitri Xostakóvitx junts en un concert amb la NDR Elbphilharmonie Orchester dirigida per Alan Gilbert el setembre de 2019. Wang estava programada originalment per fer la seva estrena mundial a la Xina, però la pandèmia de la COVID-19 va ajornar l'estrena al 13 d'octubre de 2022 al Davies Symphony Hall, on Wang era la solista de la San Francisco Symphony dirigida per l'amic de Lindberg, el seu compatriota finlandès Esa-Pekka Salonen.

## Composició
La composició del concert va trigar 22 mesos, possiblement a causa de la pandèmia de la COVID-19. Wang va ajudar a influir en el concert, col·laborant amb el compositor fins a l'última setmana abans de l'estrena: "retallant coses" i "netejant... És un treball en curs”, segons Lindberg en una entrevista després de l'estrena. Wang va afegir: "La peça creixerà a mesura que la toquem".
Lindberg cita el Concert per a piano núm. 3 de Bartók i el Concert per a piano núm. 3 de Rachmaninoff com a inspiracions per a aquest concert, i molts oients troben referències addicionals a Ravel, Sibelius, Txaikovski, Debussy, Prokófiev, Liszt i Gershwin a la música. Lindberg inclou dues cadències llargues per al solista.
El concert per a piano té una durada d'aproximadament 32 minuts i està escrit en tres moviments en un pla convencional ràpid-lent-ràpid, "amb dues peces d'exhibició extravertides flanquejant un centre una mica més reflexiu". Lindberg descriu els moviments com "tres concerts d'una sola peça", o "un concert en tres concerts". "Cada moviment s'obre amb un diàleg intens entre piano i cordes, que després cedeix a un diàleg posterior entre piano i vents, seguit d'una síntesi".
En general, el concert és enorme; Lindberg diu "és la peça més gran que he escrit". Pel que fa a les habilitats tècniques exigides al solista, aquest es considera el més difícil entre els tres concerts per a piano de Lindberg, ja que el va escriure específicament per adaptar-se a les immenses habilitats de Wang.

## Recepció
L'estrena mundial va obtenir un reconeixement generalment positiu sobre l'actuació del solista Wang, mentre que les opinions sobre la composició en si eren més contradictòries.
Joshua Kosman, del San Francisco Chronicle, va trobar "la seva insistència a omplir tots els racons del llenç sonor, més cansat que il·luminador", tot i que "hi ha una vitalitat i una energia inventiva a la seva música, fins i tot en el seu moment més sobreescrit, que crida l'atenció i el compromís."
David Mermelstein, del Wall Street Journal, pensava que "el compositor aconsegueix la mescla més rara, una obra que recorda la grandesa dels altres alhora que crea un món sonor totalment seu", tot i que "el tercer moviment, almenys a primera vista, sembla mancar part de la invenció sonora del que el produeix".
Malgrat les afirmacions de Lindberg sobre el diàleg, David Bratman de San Francisco Classical Voice va descriure l'obra com "el piano i l'orquestra corren junts en densa combinació sense diàleg ni intercanvi. Sovint el piano es fa inaudible sota l'orquestra".
Jari Kalliio estava molt entusiasta; va escriure a Finnish Music Quarterly: "El nou concert combina de manera magistral el domini virtuós del compositor sobre la forma musical, una escriptura pianística exuberant i una mestria orquestral captivadora, donant lloc a una partitura de trenta minuts d’especial magnificència" i "està en camí de convertir-se en una peça del repertori habitual."